# Efekt Stroopa
Demonstracja efektu
Zadanie:
Tak szybko, jak potrafisz, powiedz nazwy kolorów, w jakich wyświetlone są wyrazy, które widzisz (nie czytaj wyrazów – mów tylko nazwy kolorów):
zielony czerwony niebieski
żółty niebieski żółty
zielony czerwony niebieski 
 żółty niebieski żółty
Drugi zestaw kolorów przedstawisz nieco wolniej – na tym polega efekt Stroopa
W psychologii efekt Stroopa/efekt Jaenscha jest demonstracją czasu reakcji na zadanie. Przykładem jest określanie koloru tekstu. Gdy kolor tekstu i tekst nie są zgodne (np. słowo „zielony” wydrukowane niebieską czcionką, lub „czerwony” wydrukowane na zielono) człowiek poproszony o określenie koloru tekstu zrobi to wolniej i z większym prawdopodobieństwem błędu, niż gdyby tekst i jego kolor były zgodne (np. słowo „żółty” wydrukowane żółtą czcionką).
Efekt ten został odkryty przez amerykańskiego psychologa Johna Ridleya Stroopa w 1935. Publikacja Stroopa jest jedną z najczęściej cytowanych prac z dziedziny psychologii doświadczalnej.
Innym zadaniem potwierdzającym istnienie efektu Stroopa jest porównywanie fizycznej wielkości dwóch liczb jednocyfrowych, różniących się również swoją wielkością liczbową – efekt ten nosi wtedy nazwę efektu zgodności wielkości lub efektu interferencji liczbowo-wielkościowej.